# Pterogaurax
Pterogaurax är ett släkte av tvåvingar. Pterogaurax ingår i familjen fritflugor.
Kladogram enligt Catalogue of Life:
| Pterogaurax | \| \| Pterogaurax pennatus \| \| \| \| \| \| Pterogaurax peruanus \| \| \| \| |
|             | \| \| Pterogaurax pennatus \| \| \| \| \| \| Pterogaurax peruanus \| \| \| \| |
|             | Pterogaurax pennatus                                                          |
|             |                                                                               |
|             | Pterogaurax peruanus                                                          |
|             |                                                                               |